# Dominic Oduro
Dominic Oduro, född den 13 augusti 1985 i Accra, är en ghanansk professionell fotbollsspelare som spelar för Impact de Montréal i Major League Soccer (MLS).
Oduro spelar som mittfältare och anfallare.